# 坦波夫省
坦波夫省（Тамбовская губерния）是俄羅斯帝國和俄罗斯苏维埃联邦社会主义共和国时期的一個省。存在于1796年-1928年间。包括坦波夫州大部、利佩茨克州東部和梁贊州東部。面積66,586平方公里，1897年人口2,684,030人。首府坦波夫。

## 地理
坦波夫省与从北顺时针起分别与弗拉基米尔省、下诺夫哥罗德省、奔萨省、萨拉托夫省、沃罗涅日省、奥廖尔省、图拉省及梁赞省接界。
现在坦波夫省境内的所有土地分属于坦波夫州、利佩茨克州、沃罗涅日州、梁赞州、奔萨州及莫尔多瓦共和国

## 历史
1779年设立坦波夫总督区，1796年改为坦波夫省。此后坦波夫省的边界一直不变，直到1926年讲北部部分地区划归奔萨省和梁赞省。1928年解散，并入中央黑土州。
在俄国内战期间，坦波夫省是1920-1921年间反对布尔什维克的坦波夫叛乱的发生地，叛乱最后被米哈伊尔·图哈切夫斯基镇压。

## 行政区划

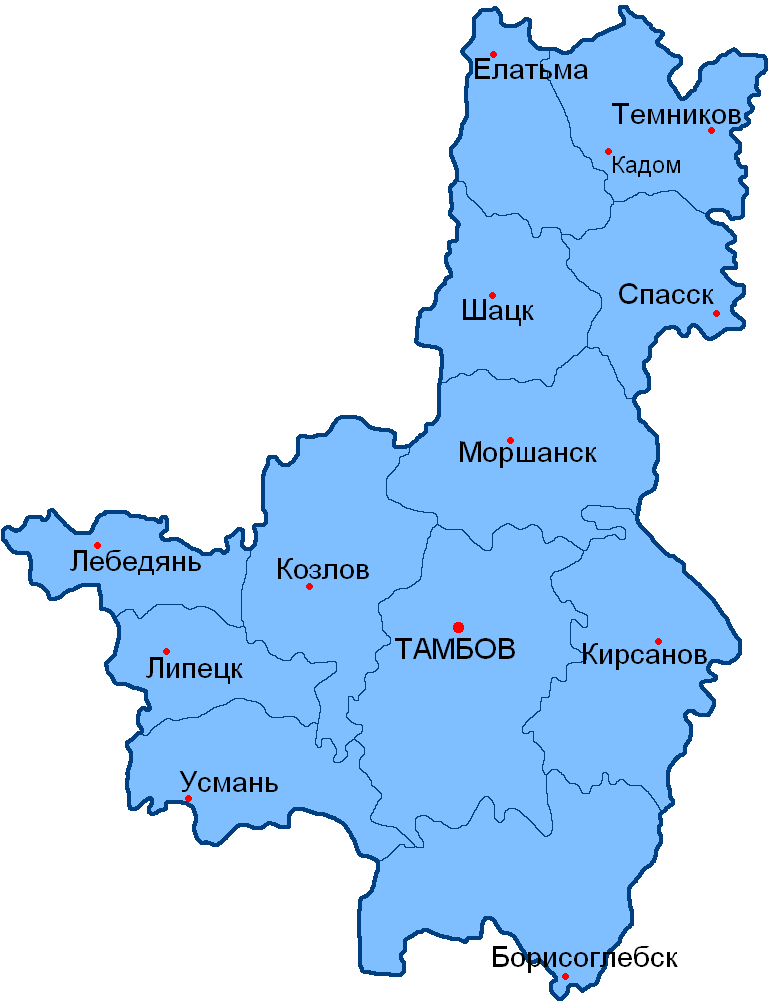
坦波夫省行政区划

在20世纪初，坦波夫省下属有12个县（括号内为县首府）：
- 鲍里索格列布斯克县（鲍里索格列布斯克）
- 叶拉特马县（叶拉特马）
- 基尔萨诺夫县（基尔萨诺夫）
- 科兹洛夫县（科兹洛夫）
- 列别姜县（列别姜）
- 利佩茨克县（利佩茨克）
- 莫尔尚斯克县（莫尔尚斯克）
- 斯帕斯克县（斯帕斯克）
- 坦波夫县（坦波夫）
- 捷姆尼科夫县（捷姆尼科夫）
- 乌斯曼县（乌斯曼）
- 沙茨克县（沙茨克）

## 人口
1897年，坦波夫省共有2562677名居民，其中95.5%为俄罗斯人。最大的少数民族为莫尔多瓦人，共89704人，占总人口的3.3%，主要聚居于斯帕斯克县。第二大的少数民族为鞑靼人，共16976人，占总人口的0.6%。